# ГАЕС Талоро
ГАЕС Талоро — гідроелектростанція в Італії на острові Сардинія.
У 1959—1962 роках спорудили каскад із трьох ГЕС на річці Талоро, яка тече через центральну частину Сардинії у західному напрямку та впадає ліворуч до Тірсо (своєю чергою, впадає у Середземне (Сардинське) море на західному узбережжі острова біля Ористано). Його перша станція потужністю 42 МВт працювала від резервуару Gusana об'ємом 63 млн м3 (корисний об'єм 50,9 млн м3), для якого припустимим є коливання поверхні між позначками 610 та 643 метри НРМ. Це сховище утримує аркова гребля висотою 92 метри та довжиною 350 метрів. Другий ступінь потужністю 27 МВт живився від водосховища Cucchinadorza, корисний об'єм якого становить 15,2 млн м3, а рівень поверхні може коливатись між 330 та 348 метрів НРМ.
У кінці 1970-х років, на тлі збільшення потреби у балансуючих потужностях, вирішили використати дві зазначені водойми як верхній і нижній резервуари нової ГАЕС Талоро. При цьому завдяки значному об'єму сховища Gusana в ньому було можливо запасати воду в еквіваленті 33 млн кВт·год електроенергії.
Для нової станції через правобережний гірський масив проклали дериваційний тунель довжиною 3,9 км та діаметром 5,5 метра. На завершальному етапі він переходить у напірний водовід довжиною 0,3 км та діаметром 4 метри, що виводить до машинного залу. Останній споруджений у підземному виконанні та має розміри 122х21 метр та висоту 41 метр. З нижнім резервуаром зал пов'язаний тунелем довжиною 0,9 км та діаметром 5,6 метра.
Основне обладнання станції становлять три оборотні турбіни потужністю по 88,17 МВт у турбінному та 87,54 МВт у насосному режимах (сукупна номінальна потужність станції рахується на рівні 240 МВт). Вони працюють при напорі від 262 до 313 метрів.